# Pedro Sangro y Ros de Olano
Pedro Sangro y Ros de Olano (Madrid, 29 de juny de 1878 - Madrid, 11 de juliol de 1959) va ser un economista i polític espanyol.

## Biografia
Estudia Dret en Madrid i comença l'exercici de l'advocacia. D'avançades idees, participa des de la seva creació en les labors de l'Institut de Reformes Socials, contribuint a la fundació de l'Institut Nacional de Previsió, del que serà President. En 1929 hereta del seu germà gran Gonzalo el marquesat de Guad-el-Jelú que havia estat concedit al seu avi matern Antonio Ros de Olano.
En els anys 20 és nomenat Cap del Servei Internacional del Treball, i el 30 de gener de 1930 ministre de Treball, càrrec que exerceix fins a febrer de l'any següent, poc abans de la proclamació de la Segona república espanyola. Ingressa en 1932 en la Reial Acadèmia de Ciències Morals i Polítiques.
Dirigí diverses revistes de temàtica socio-laboral com Paz Social, Etapa y Renovación Social.

## Obres
- Estudio sobre el alcoholismo y males que ocasiona al individuo, a la familia y a la sociedad (Madrid, 1904)
- Alemania en Bélgica a la luz de las doctrinas de la Iglesia (1915)
- La represión internacional de la trata de mujeres y de niños: situación actual (Madrid, 1924)
- La sombra de Ferrer: de la Semana trágica a la guerra europea (Madrid, 1917)
- La evolución internacional del Derecho obrero
- La intervención del Estado y del Municipio en las cuestiones obreras
- Crónica del movimiento social de España.